# Bartolomeo Facio

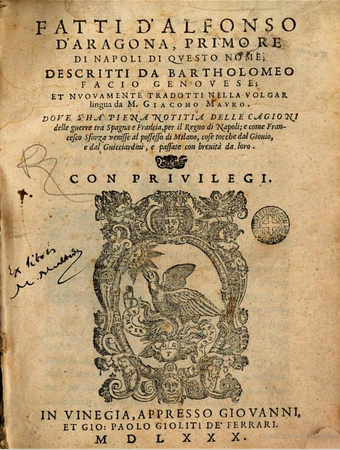
Fatti d'Alfonso d'Aragona, ... da Bartholomo Facio, 1580

Bartolomeo Facio (Bartholomaeus Facius) (1400 - meados de novembro de 1457), foi um humanista, chanceler, astrólogo, embaixador e historiador, italiano.  Foi secretário e conselheiro de Alfonso V, rei de Aragão.

## Biografia
Filho de uma família nobre de Gênova, estudou em Verona (1420), Veneza (1426) e Gênova.  Foi aluno de Guarino de Verona, de quem recebeu aulas de latim e grego; deu aulas particulares em Veneza, Florença e Gênova.  Em 1427 faz uma visita a Antonio Beccadelli, conhecido também como Antonio Panormita, ao qual Facio enviou uma obra poética de sua autoria.  Com um salário de 40 ducados anuais, Facio se tornou preceptor dos filhos do doge: Giovanni, Iácopo e Lorenzo, e também de outros três jovens patrícios de Veneza.  Sabe-se que por ocasião da peste que eclodiu no verão de 1427 em Veneza, se transferiu com toda a família de Francesco Foscari para Murano, onde Giovanni morreu pelo contágio.  Por volta de meados de 1429 vai para Pávia, onde encontrou Antonio Panormita, que lhe preparou algumas cartas de apresentação: transfere-se, então para Florença, como se deduz de uma carta sua endereçada a Carlo Marsuppini, com o objetivo de aprender a língua grega. No início de 1434/1435, tornou-se notário da Comuna de Lucca e depois da República de Gênova.  Depois de 1436 inicia sua atividade como tabelião e torna-se chanceler de Francesco Spínola († 1442) em Gênova.  
Em 1441 vai a Nice para a ratificação de um acordo entre Ludovico de Savóia (1413-1465), filho do antipapa Félix V, e Raffaele Adorno (1375-1458): um acordo que foi, na prática, um pacto para derrubar o doge Tommaso Fregoso († 1453).  Realmente, em 18 de Dezembro de 1442 Fregoso é obrigado a renunciar ao posto e em 28 de Janeiro do ano seguinte Raffaele Adorno é eleito, e a cujo serviço Facio se coloca a disposição. Em 20 de setembro de 1443 Bartolomeo é enviado a Nápoles como embaixador a serviço da República de Gênova.  
Em 6 de Fevereiro de 1444, se transfere para Nápoles para o cargo de chanceler da república.  Aí entrou para a corte de Alfonso V de Aragão como embaixador, conselheiro e secretário de Estado e também foi tutor de Ferrando, filho de Alfonso V.  Foi o primeiro a exercer o cargo de historiador oficial do rei.  Nessa época fez amigos como Guiniforte Barzizza (1406-1463), Giorgio da Trebisonda, Teodoro Gaza, Giannozzo Manetti, Lorenzo Valla e Giacomo Curlo (1423-1467) que em 31 de Maio de 1446 substituiu Facio como chanceler da República de Nápoles.

## Esforços e conquistas
Facio desencadeou longa e amarga batalha contra Lorenzo Valla, por ter criticado o livro histórico sobre Ferdinando I de Nápolis (Gesta Ferdinandi regis Aragonum) que Valla havia terminado de escrever em 1445.  Sua obra De viris illustribus contém biografias de pessoas ilustres de sua época.  Descreve com perspicácia e detalhamento os pintores de sua época como Pisanello e Gentile da Fabriano, que está entre os primeiros pintores italianos a observar as características da pintura flamenga.  De Jan van Eyck ele admirava a técnica inigualável, e que sabe tornar melhor os efeitos de iluminação e a nitidez dos elementos mais distantes; sobre Rogier van der Weyden dizia que a eclosão de sentimentos altivos não diminui a dignidade profunda dos rostos e das pessoas.
Em 31 de Outubro de 1446 Facio é nomeado historiador oficial da corte napolitana: a nomeação foi acompanhada com uma concessão de um estipêndio anual de 300 ducados.  Em 1448, Facio está em Roma, assim como Lorenzo Valla, depois da eleição do papa Nicolau V (ocorrida em 6 de Março de 1447), provavelmente com a esperança de encontrar acolhida na corte do pontífice, que como ele, era Lígure.  Desse modo, entrou em contato com Poggio Bracciolini, secretário curial, ao qual já havia enviado as Invective, e ao qual tinha sido apresentado por Giácomo Curlo.
Era amigo do papa Pio II, a quem conheceu durante uma missão diplomática a Nápoles.
Bartolomeo Faccio trocou correspondências com Antonio Panormita, Poggio Bracciolini, o qual também tinha antipatia por Lorenzo Valla, Enea Silvio Piccolomini, Flavio Biondo, Guarino de Verona, Prospero Camulio, Carlo Marsuppini, os cardeais Giorgio Fieschi e Domenico Capranica, Federico da Montefeltro, Cósimo de' Médici, Gregório Tifernate (1413-1464), Francisco Martirell e muitos outros.
Segundo uma carta de Niccolò Sagundino, datada de 1º de Dezembro de 1457 endereçada ao veneziano Marco Aurelio, e conservada na Biblioteca Apostólica do Vaticano, o autor da missiva informa que o desaparecimento de Facio havia ocorrido alguns dias antes.  Foi sepultado em Nápoles na Igreja de Santa Maria Maggiore.

## Lista de Manuscritos
- De differentiis verborum Latinorum (1436), obra a quem dedicou ao antigo amigo e protetor Gian Giácomo Spínola[8].
- Treccani - Dizionario Biografico degli Italiani.
- De re uxoria (1436-1440) baseada em obra homônima de Francesco Barbaro.
- L'epistolario di Bartolomeo Facio - 113 cartas escritas por ele e 20 a ele endereçadas e datadas entre 1429 e 1457.
- De viris illustribus (1455-1457), coletânea com 63 biografias de sua época.
- De rebus gestis ab Alphonso primo Neapolitanorum rege (terminado em 1455 e publicado em 1560).
- De bello veneto clodiano (essa obra foi enviada em 24 de Abril de 1444 a Panormita, onde ele contava a guerra entre Gênova e Veneza desde o ano 1377; essa obra porém só seria publicada em 1568).
- De humanae vitae felicitate (tratado moral)
- De excellentia ac praestantia hominis (1447, tratado moral)
- Della guerra tra veneziani e genovesi
- The Humanist Bartolomeo Facio and His Unknown Correspondence
- Risorgimento d'Italia negli studi, nelle arti e ne'costumi dopo il Mille - Saverio Bettinelli, Francesco Petrarca.
- De origine belli inter Gallos et Britannos historia (novela que trata das hostilidades entre a França e a Inglaterra).
- Invective in Laurentium Vallam, como resposta Lorenzo Valla escreve a obra Antidotum in Facium.
- Tradução de Histórias de Arriano. (1454)